# Sardanapale (cheval)
Sardanapale (1911-1934) est un cheval de course pur-sang.

## Carrière de courses

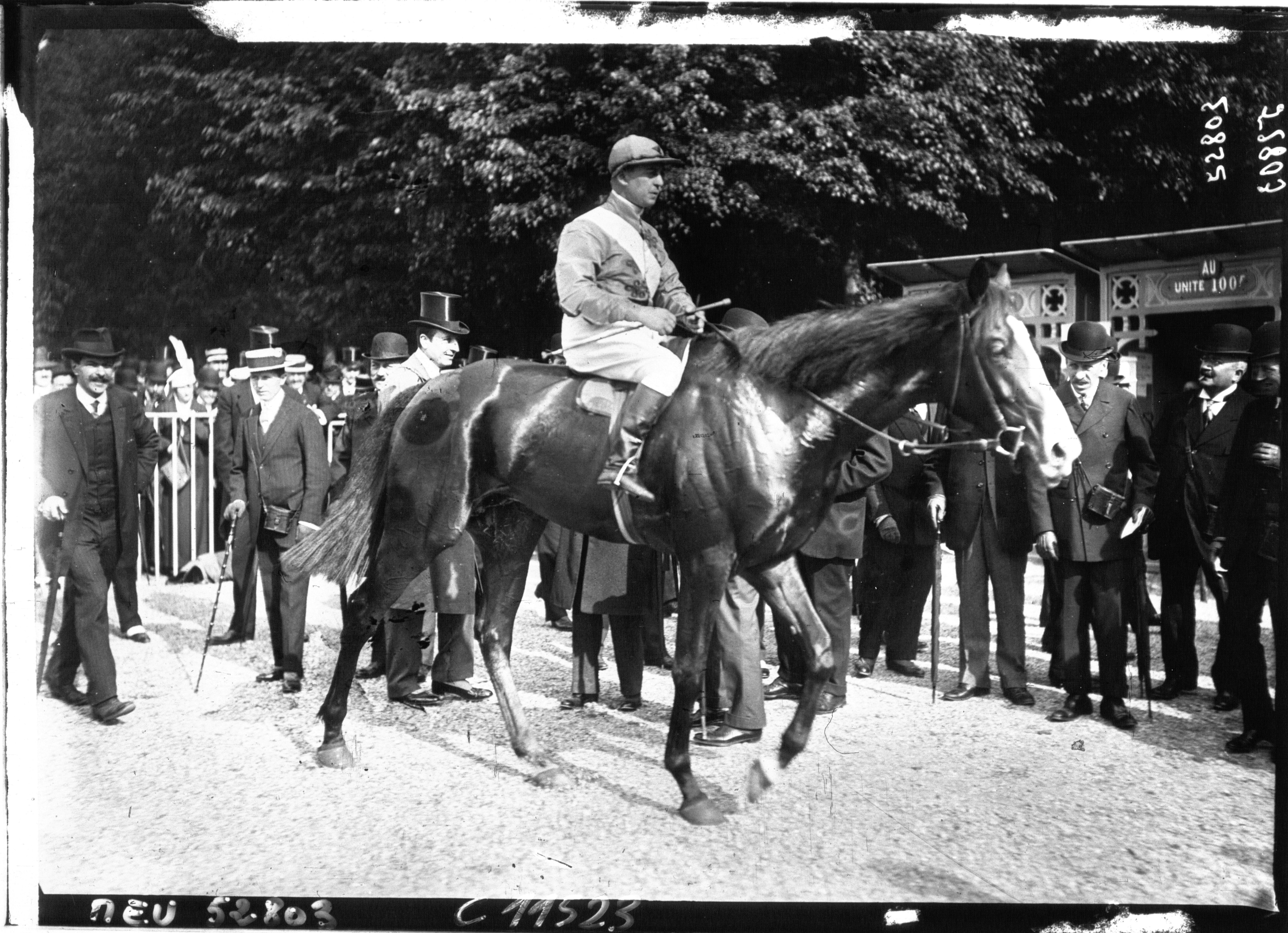
Sardanapale à l'arrivée du Prix du Jockey Club 1914

Élevé au haras de Champagne de Saint-Hilaire par Maurice de Rothschild, passe sur le ring des ventes de yearling, mais bien qu'il atteigne son prix de réserve de £ 1 000, sont propriétaire en ajoute 200 pour le racheter. Confié à l'entraîneur James d'Okhuysen, il débute à 2 ans durant le meeting de Deauville par une victoire dans le Prix Yacowlef, un rendez-vous pour débutants estimés. Sa victoire dans le Prix Morny fait de lui le meilleur poulain de sa génération, mais il est déchu de ce titre à l'automne par Le Grand Pressigny, qui le devance deux fois en une semaine, dans le Grand Critérium et le Prix de la Forêt.
En 1914, en revanche, plus de doute : le numéro 1 de sa génération, c'est bien lui même si la hiérarchie est incertaine au printemps. Après avoir pris sa revanche sur Le Grand Pressigny dans le Prix Lagrange, Sardanapale, qui court beaucoup (six courses en deux mois !), est certes battu deux fois par La Farina dans les Prix Daru et Lupin, impose sa loi dans le Prix du Jockey Club où il devance Durbar (qui s'en est allé battre les Anglais dans le Derby d'Epsom). Bis repetita dans le Grand Prix de Paris : cette fois Sardanapale règle son compte à La Farina et Le Grand Pressigny. 
Présent en tribune le jour du Grand Prix de Paris, l'ambassadeur de l'Empire austro-hongrois quitte précipitamment Longchamp : il vient d'apprendre qu'un attentat à Sarajevo a coûté la vie à l'Archiduc François Ferdinand. Nous sommes le 28 juin 1914, un orage d'acier gronde à l'horizon. Sardanapale aura le temps de courir encore deux fois avant qu'il s'abatte sur l'Europe, pour autant de victoires, dans le Prix du Président de la République face aux chevaux d'âge (un succès qui lui vaut d'être taxé de meilleur cheval du monde par la presse néo-zélandaise), puis dans le Prix Eugène Adam le 26 juillet. 
Deux jours plus tard, le 28 juillet 1914, l'Empire austro-hongrois déclare la guerre à la Serbie, l'Europe s'embrase, la Belle Époque est terminée, on ferme les hippodromes. Contrairement à tant d'autres, Sardanapale échappe à la réquisition des chevaux et rejoint le haras. 
Dans leur livre de référence A Century of Champions, John Randall et Tony Morris considèrent Sardanapale comme meilleur cheval du monde né en 1914, le 9e meilleur cheval français du XXe siècle, et le 41e meilleur cheval du monde au XXe siècle.

### Résumé de carrière
| Date        | Hippodrome       | Pays        | Course                             | Distance    | Jockey      | Place       | Écart       | Vainqueur ou deuxième | Temps       |
| 1913, 2 ans | 1913, 2 ans      | 1913, 2 ans | 1913, 2 ans                        | 1913, 2 ans | 1913, 2 ans | 1913, 2 ans | 1913, 2 ans | 1913, 2 ans           | 1913, 2 ans |
| ----------- | ---------------- | ----------- | ---------------------------------- | ----------- | ----------- | ----------- | ----------- | --------------------- | ----------- |
| 8 août      | Deauville        | France      | Prix Yacowlef                      | 1 000 m     | E. Aes      | 1er / 10    | 3           | Montgoger             | 1'00"60     |
| 21 août     | Deauville        | France      | Prix Morny                         | 1 200 m     | L. Doumen   | 1er / 7     | 3           | Forse Que Si          | 1'14"60     |
| 3 octobre   | Maisons-Laffitte | France      | Prix de Seine-et-Oise              | 1 400 m     | Rovera      | 1er / 4     | 3/4         | Guerroyante           | 1'32"20     |
| 12 octobre  | Longchamp        | France      | Grand Critérium                    | 1 600 m     | Rovera      | 3e / 13     | 3           | Le Grand Pressigny    | -           |
| 19 octobre  | Longchamp        | France      | Prix de la Forêt                   | 1 600 m     | Rovera      | 2e / 6      | 2 ½         | Le Grand Pressigny    | -           |
| 1914, 3 ans |                  |             |                                    |             |             |             |             |                       |             |
| 3 avril     | Enghien          | France      | Prix Lagrange                      | 2 000 m     | L. Doumen   | 1er / 8     | 1           | Durbar                | 2'15"20     |
| 15 avril    | Maisons-Laffitte | France      | Prix Boiard                        | 2 000 m     | L. Doumen   | 4e / 7      | 5 ¼         | Nimbus                | -           |
| 19 avril    | Longchamp        | France      | Prix Hocquart                      | 2 400 m     | L. Doumen   | 1er / 9     | 2 ½         | Hickory               | 2'37"00     |
| 28 avril    | Maisons-Laffitte | France      | Prix Miss Gladiator                | 2 200 m     | L. Doumen   | 1er / 4     | 1 ½         | Ambre                 | 2'21"60     |
| 21 mai      | Longchamp        | France      | Prix Daru                          | 2 100 m     | L. Doumen   | 2e / 3      | 4           | La Farina             | -           |
| 31 mai      | Longchamp        | France      | Prix Lupin                         | 2 100 m     | L. Doumen   | 2e / 8      | 1           | La Farina             | -           |
| 7 juin      | Chantilly        | France      | Prix d'Hédouville                  | 2 000 m     | L. Doumen   | 1er / 7     | 2           | Dagor                 | 2'17"60     |
| 14 juin     | Chantilly        | France      | Prix du Jockey Club                | 2 400 m     | G. Stern    | 1er / 12    | 2           | Diderot               | 2'37"40     |
| 28 juin     | Longchamp        | France      | Grand Prix de Paris                | 3 000 m     | G. Stern    | 1er / 12    | nez         | La Farina             | 3'11"60     |
| 5 juillet   | Maisons-Laffitte | France      | Prix du Président de la République | 2 500 m     | M. McGee    | 1er / 9     | 3           | Djamy                 | 2'38"00     |
| 26 juillet  | Maisons-Laffitte | France      | Prix Eugène Adam                   | 2 000 m     | G. Stern    | 1er / 7     | 3           | Oreste                | 2'09"80     |

## Au haras
Sardanapale s'est révélé un excellent reproducteur, deux fois sacré tête de liste des étalons en France, en 1922 et 1927. Parmi ses meilleurs produits, on peut citer Fiterari (Poule d'Essai des Poulains, Grand Prix de Paris, Prix Royal Oak) et l'Italien Apelle (Derby Italiano, Gran Premio di Milano, Coronation Cup), père de mère de Tenerani, le père de Ribot. 
Si l'un de ses fils, Dis Donc, est le père de la championne américaine Top Flight, membre du Hall of Fame, il a surtout tracé comme père de mère, puisqu'il est celui de l'illustre Corrida, de l'une des plus grandes poulinières de l'histoire, Astronomie (mère, entre autres, de Marsyas et Caracalla), d'une autre championne américaine, Black Maria, mais aussi celui de Brokers Tip, cheval resté fameux pour son succès dans le Kentucky Derby 1933, le seul de sa carrière en 14 courses, où son jockey et celui de son dauphin se sont littéralement battus dans la ligne droite. On retrouve également le nom de Sardanapale dans les pedigrees de Nahsua et Tantième.
Sardanapale s'éteint en décembre 1934.

## Origines
De belle naissance, Sardanapale est le meilleur fils du champion Prestige, resté invaincu en 16 courses à 2 et 3 ans, mais qui ne put participer aux classiques car la mort de son éleveur entraîna l'annulation de tous ses engagements classiques. Retiré au Haras du Quesnay, qui appartenait alors à son propriétaire William K. Vanderbilt, il devient un bon étalon, auréolé d'un titre de tête de liste des étalons en France en 1914, largement dû aux exploits de Sardanapale.
Gemma, la mère, était une bonne pouliche, lauréate de deux courses d'un bon niveau. Elle avait pour propre frère Vedas, qui remporta les 2000 Guinées en 1905. Gemma est une petite-fille de Bonnie Agnès, une influente poulinière dont descendent, entre autres Detroit, Carnegie, Herbager ou encore le grand étalon néo-zélandais Zabeel.

### Pedigree
| Origines de Sardanapale (FR), mâle bai né en 1911 | Origines de Sardanapale (FR), mâle bai né en 1911 | Origines de Sardanapale (FR), mâle bai né en 1911 | Origines de Sardanapale (FR), mâle bai né en 1911 |
| ------------------------------------------------- | ------------------------------------------------- | ------------------------------------------------- | ------------------------------------------------- |
| Père Prestige 1903                                | Le Pompon 1891                                    | Fripon                                            | Consul                                            |
| Père Prestige 1903                                | Le Pompon 1891                                    | Fripon                                            | Folle Avoine                                      |
| Père Prestige 1903                                | Le Pompon 1891                                    | La Foudre                                         | Scottish Chief                                    |
| Père Prestige 1903                                | Le Pompon 1891                                    | La Foudre                                         | La Noue                                           |
| Père Prestige 1903                                | Orgueilleuse 1894                                 | Reverend                                          | Energy                                            |
| Père Prestige 1903                                | Orgueilleuse 1894                                 | Reverend                                          | Reveuse                                           |
| Père Prestige 1903                                | Orgueilleuse 1894                                 | Oroya                                             | Bend Or                                           |
| Père Prestige 1903                                | Orgueilleuse 1894                                 | Oroya                                             | Freya                                             |
| Mère Gemma 1903                                   | Florizel 1891                                     | St. Simon                                         | Galopin                                           |
| Mère Gemma 1903                                   | Florizel 1891                                     | St. Simon                                         | St Angela                                         |
| Mère Gemma 1903                                   | Florizel 1891                                     | Perdita                                           | Hampton                                           |
| Mère Gemma 1903                                   | Florizel 1891                                     | Perdita                                           | Hermione                                          |
| Mère Gemma 1903                                   | Agnostic 1884                                     | Rosicrucian                                       | Beadsman                                          |
| Mère Gemma 1903                                   | Agnostic 1884                                     | Rosicrucian                                       | Madame Eglentine                                  |
| Mère Gemma 1903                                   | Agnostic 1884                                     | Bonnie Agnes                                      | Blair Athol                                       |
| Mère Gemma 1903                                   | Agnostic 1884                                     | Bonnie Agnes                                      | Little Agnes (famille 16-c)                       |